# 崔義玄
崔 義玄（さい ぎげん、585年 - 656年）は、中国唐の軍人・儒学者。本貫は清河郡東武城県。子は崔神基・崔神慶。

## 経歴
隋末の乱のとき、義玄は李密に面会を求めたが、李密に用いられなかった。黄君漢が李密のために柏崖を守備していたが、義玄は黄君漢に勧めて唐に帰順させた。黄君漢は唐の懐州刺史・行軍総管に任ぜられ、義玄はその下で司馬となった。王世充の将の高毘が懐州に侵攻してくると、義玄はこれを撃退し、多くの城堡を下した。黄君漢は略奪した子女や金帛を義玄に分け与えようとしたが、義玄は受けとらなかった。功績により清丘県公に封ぜられた。李世民が王世充を征討するのにあたって、しばしば義玄の策謀を用いた。東都が平定されると、義玄は隰州都督府長史に転じた。貞観初年、左司郎中となり、韓王府長史を兼ねた。韓王の王友の孟神慶と性格が合わなかったが、ともに王府の綱紀を粛正したので、韓王李元嘉に信任された。
永徽年間、婺州刺史に転じた。ときに睦州の女子の陳碩真が挙兵して唐にそむいた。陳碩真は文佳皇帝を自称し、章叔胤を僕射とした。叛乱軍は睦州を落とし、歙州を攻めて破壊し、婺州を包囲した。義玄は兵を起こしてこれをはばんだ。司功参軍の崔玄籍を先鋒として、叛乱軍を攻撃し、数百人を斬首し、一万人あまりの人々を降伏させた。陳碩真の乱が平定されると、御史大夫に任ぜられた。
義玄は章句の学問に通じ、儒学の先人たちの説の疑わしい部分や音韻不明なところを追求し、誤謬を正した。高宗が五経の正しい意味を討論させたとき、義玄も博士たちとともに参加した。
武則天が皇后となったとき、義玄は武氏立后に賛同し、また長孫無忌らを誅殺するよう皇后に勧めた。顕慶元年（656年）、蒲州刺史として出向し、まもなく世を去った。幽州都督の位を追贈され、諡を貞といった。武則天が政権を握ると、義玄に揚州大都督の位を追贈し、崔家に実封二百戸を賜った。

## 伝記資料
- 『旧唐書』巻77 列伝第27「崔義玄伝」
- 『新唐書』巻109 列伝第34「崔義玄伝」